# 170995 Ritajoewright
170995 Ritajoewright è un asteroide della fascia principale. Scoperto nel 2005, presenta un'orbita caratterizzata da un semiasse maggiore pari a 2,3511506 UA e da un'eccentricità di 0,2027572, inclinata di 5,82425° rispetto all'eclittica.